# Biblioteca Popular Solidaridad Social
La Biblioteca Popular Solidaridad Social se encuentra en el barrio del Abasto de la ciudad de Rosario, Argentina. Es miembro de la Comisión Nacional de Bibliotecas Populares (CONABIP) desde 1945.

## Historia
Fue fundada, con el nombre «Hogar y Trabajo», el 23 de marzo de 1919 por un grupo de inmigrantes italianos que residían al sur de la Avenida Pellegrini, en el barrio por entonces llamado “del Boulevard 27 de Febrero”. Ellos compraron el terreno y construyeron el edificio. La financiación provino exclusivamente de esta comunidad, sin recursos estatales. Entre sus fundadores destacan Andrés y Nicolás Calabrese, José Basilio y F. Estanislao Sánchez. El objetivo era crear un centro cultural para los obreros, donde como tarea principal se los alfabetizara. Para esto se contó con vecinos voluntarios que trabajaban ad honorem y sin título. Luego, con el incremento del acervo documental, el centro derivó hacia una biblioteca.
El 29 de noviembre de 1921 la institución compró un terreno de 8,66 x 47,83 m, ubicado en calle Paraguay, en el mismo lugar donde se encuentra actualmente, a pagar en dos años de plazo y a escriturar cuando el adoquinado se hubiese realizado, lo cual ocurrió el 10 de mayo de 1924. En 1927 se construye el edificio, luego de que en el año anterior se firmó el contrato para edificarlo.
En 1934 se crea la Universidad Popular, la cual contaba para 1938 con cuatro filiales: Virasoro 2121 (Villa El Parque), Amenábar 351 (Tablada y Calzada), Av. Francia 2778 (Barrio San Francisquito) y Juan Canals 1239 (Tiro Suizo).
En 1935 se funda la biblioteca popular «Julián Nicolás», que funcionó en la sede. Para 1943 más de 1000 alumnos atendían sus cursos.
La biblioteca se funda el 11 de julio de 1941, con el nombre «Pablo A. Pizzurno». En 1945 sus encargados firmaron bajo presión una escritura de declaratoria a favor del Gobierno de la Nación, con lo que perdió su autonomía como sociedad civil, y pasó a ser parte de la Escuela Fiscal. El 7 de junio de ese año la biblioteca se une a la CONABIP. En 1958 la institución comienza su campaña para recuperar sus bienes. Aunque lo logró en gran medida, perdió su liderazgo ante la Biblioteca Vigil y quedó reducida básicamente a la labor bibliotecaria. 
El 28 de agosto de 1963 la Biblioteca «Julián Nicolás» se fusiona con la «Pablo Pizzurno», su vecina, con lo cual se llegan a adquirir unos 5000 libros.
En 1991, la biblioteca Julián Nicolás-Pablo Pizzurno pasa a llamarse oficialmente «Biblioteca Popular Solidaridad Social» y se comienzan a grabar los libros para que las personas con discapacidad visual pudiesen escucharlos. Este proyecto, realizado por voluntarios, derivó en la fundación, en 1999 y bajo la iniciativa del entonces presidente Pedro Arpajou, de la primera biblioteca parlante de la ciudad, en donde las lecturas se registraban en casetes. Aunque el proyecto se resintió debido a la crisis económica de 2001 y a un ACV sufrido por Arpajou ese año, se siguió adelante, y hacia 2002 la biblioteca parlante estaba activa y contaba con más de 460 títulos. El 1 de diciembre de ese año pasa a llamarse Arpajou en honor al presidente. La Arpajou clausuró a mediados de los años 2000, cuando se dejó de utilizar el formato casete.

## Colección y servicios
Los documentos que componen el acervo de la biblioteca son en su mayoría libros de autoayuda y literatura de ficción, además de técnicos, como enciclopedias y diccionarios. Hay periódicos, en especial de La Capital, algunos de los cuales poseen noticias de un gran valor histórico, como la muerte de Perón, el inicio de la dictadura de 1976 y el ulterior retorno a la democracia. Vale mencionar que en la década de 1950 comenzó a gestarse una hemeroteca que llegó a poseer una considerable cantidad de ejemplares, pero casi la totalidad de estos se perdieron con el tiempo, conservándose poco. También se encuentran guardados los casetes que se usaron en la biblioteca parlante desde 1991 hasta mediados de la década de 2000.
La biblioteca cuenta con un OPAC DIGIBEPÉ, y forma parte del catálogo colectivo de la CONABIP. Los documentos de la colección no tienen signaturas topográficas, ya que no se realiza catalogación temática. Se realizan préstamos a domicilio del fondo documental.
Los usuarios de la institución son de una amplia gama profesional y etaria: lo que en un inicio estaba planificado para los estratos más bajos, formados en su mayoría por trabajadores, se expandió con el tiempo a estudiantes, docentes, investigadores, niños, adolescentes y adultos.

### Actividades culturales
Los principales talleres culturales organizados por la biblioteca son de teatro infantil, zumba, yoga, taekwondo y guitarra.